# Hippocampus abdominalis
Espèce
Statut de conservation UICN

 LC  : Préoccupation mineure
Statut CITES
Hippocampus abdominalis est une espèce d'hippocampes.